# Михаїл IX
Михаїл IX Палеолог (грец. Μιχαήλ Θ' Παλαιολόγος, 17 квітня 1277 — 12 жовтня 1320, Салоніки) — співімператор Візантійської імперії з 1295 по 1320 рік.
Батько Михайла IX, Андронік II Палеолог, 1281 року назвав свого сина співімператором, а у 1294/95 відбулася коронація. У 1300 році Михайло отримав призначення командира аланських військ, посланих проти турків у Малу Азію. У 1304–1305 роках його послали на боротьбу проти каталонських найманців, які повстали під проводом Роже де Флера. Після смерті Роже де Флера Михайло IX знову пробував розбити каталонців, однак, поранений, зазнав поразки.
У 1304 році його перемагають болгари у битві при Скафіді. У 1307 році він був змушений віддати свою дочку за болгарського царя.
Після відходу каталонців у 1308 році до Фракії, Візантію стали спустошувати османські турки. Михайло знову зібрав війська, закликав селян і спробував взяти ворожу фортецю на європейському березі Дарданел. Ромеї були впевнені в успіху, тому що числом своїм набагато перевершували ворогів. Однак як тільки появилась турецька кіннота, селяни раптово почали тікати. Потім потроху й інші ромейські солдати стали розбігатися. Коли Михайло спробував навести у війську лад, не виявилося нікого, хто б міг послухати його.
Він утік у Салоніки, де помер 12 жовтня 1320 року в 43-річному віці, частково вражений горем через вбивство молодшого сина Мануїла.
Дружина імператора Михайла IX Палеолога — Рита Вірменська (Марія Константинопольська).